# Stenochlaena tenuifolia
Stenochlaena tenuifolia là một loài thực vật có mạch trong họ Blechnaceae. Loài này được (Desv.) Moore miêu tả khoa học đầu tiên năm 1856.